# Stazione di Capistrello
La stazione di Capistrello è lo scalo ferroviario principale del comune di Capistrello. La stazione è ubicata sulla ferrovia Avezzano-Roccasecca.

## Storia
La stazione fu inaugurata nel 1902, in occasione dell'apertura della tratta Avezzano-Sora.

## Strutture e impianti
Il fabbricato viaggiatori si compone di due corpi asimmetrici: il corpo principale si sviluppa su due livelli ma entrambi sono chiusi al pubblico, mentre il corpo minore si compone di un solo livello che ospita i servizi per i viaggiatori. Entrambi i corpi sono in muratura e tinteggiati di marrone.
La stazione disponeva di uno scalo merci: oggi (2017) lo scalo rimane inutilizzato ed è stato disconnesso dalla linea.
Il piazzale ferroviario si compone di due binari: il binario 1 si trova su tracciato deviato e viene usato per effettuare gli incroci e le precedenze fra i treni, mentre il binario 2 è il binario di corsa. Entrambi i binari sono dotati di banchina e collegati fra loro mediante una passerella ferroviaria.
Nell'estate del 2022 la Stazione, insieme all'intera linea, è stata interessata da lavori di rinnovo dell'armamento e attrezzaggio propedeutico per l'installazione del sistema di segnalamento di ultima generazione di tipo ETCS Regional livello 2/3, che verrà ultimato negli anni successivi con la realizzazione di un nuovo PPM (Posto Periferico di Movimento) per l’allestimento di apparecchiature tecnologiche destinate al comando, al controllo e alla sicurezza della circolazione ferroviaria nella tratta.

## Movimento
Il servizio ordinario è svolto in esclusiva da Trenitalia (controllata del gruppo Ferrovie dello Stato) per conto della Regione Abruzzo.
I treni che effettuano servizio in questa stazione sono di tipo regionale e collegano Capistrello con Avezzano e Cassino.

## Servizi
La stazione offre i seguenti servizi:
- Sala d'attesa
- Servizi igienici